# Buariki (Tarawa)
Buariki ist ein Ort und eine Insel im Norden des Tarawa-Atolls in den zum Inselstaat Kiribati gehörenden Gilbertinseln im Pazifischen Ozean. Die Insel ist bekannt als Schauplatz eines der letzten Gefechte der Schlacht um die Gilbertinseln im Zweiten Weltkrieg.

## Geographie
Buariki ist der nördlichste Ort des Tarawa-Atolls, hat 739 Einwohner (Stand: 2020) und weist eine Landfläche von 0,65 km² auf.
Die gleichnamige Insel bildet den nordöstlichen Arm des Atolls von Tarawa. Der Hauptort Kiribatis, Bairiki in South Tarawa, liegt in 31 km Entfernung (Luftlinie); zum benachbarten Atoll Abaiang im Norden sind es weniger als 12 km. Die Insel ist langgestreckt und durch einen Damm, über den die Verbindungsstraße führt, mit Nuatabu im Süden verbunden. Am Nordende stellen sehr schmale Inselstreifen die Verbindung zum Motu Naa, der Nordspitze des Atolls, her. Die Insel bildet mit einem scharfen Haken zum Innern der Lagune im Westen ein Dreieck. An dieser Ecke liegt der Ort Buariki, weiter südlich befindet sich mit Tearinibai eine weitere Ortschaft auf der Insel. Im Hinterland im Osten wachsen ausgedehnte Kokosplantagen.

## Geschichte
Im Zweiten Weltkrieg fand hier am 26. November 1943 die finale Schlacht der Tarawa Campaign statt, als das US-amerikanische 2nd Battalion des 6th Marine Regiment die Schlacht von Buariki ausfocht. Die in den Tagen zuvor von Betio geflohenen und nun in Buariki eingeschlossenen Reste der japanischen Truppen mit 156 Mann kämpften bis zum Tod. Die Marines verloren 34 Männer und zählten 56 Verwundete.